# Гладиаторска битка (филм, 1895)
„Гладиаторска битка“ (на английски: Gladiatorial Combat) е американски късометражен ням филм от 1895 година на продуцента и режисьор Уилям Кенеди Диксън с участието на активните военни лейтенант Хартнънг, капитан Мартин и капитан Дънкън Рос, заснет в лабораториите на Томас Едисън в Ню Джърси.

## В ролите
- лейтенант Хартнънг
- капитан Мартин
- капитан Дънкън Рос[2]